# Shakti (gruppo musicale)
Gli Shakti sono un gruppo musicale indo-britannico fondato da John McLaughlin e Zakir Hussain.

## Storia
Gli Shakti nacquero nel 1974 con la seguente formazione: John McLaughlin (alla chitarra), Zakir Hussain (alle Tabla), T. H. "Vikku" Vinavakram (al Ghatam), R. Ragavan (al Mridangam) ed L. Shankar (al violino). Essi furono celebri per la loro miscela di jazz e tradizione indiana; furono anche uno dei primi esempi di world music. Dopo una serie di album e concerti, il gruppo si sciolse nel 1978.

### Remember Shakti

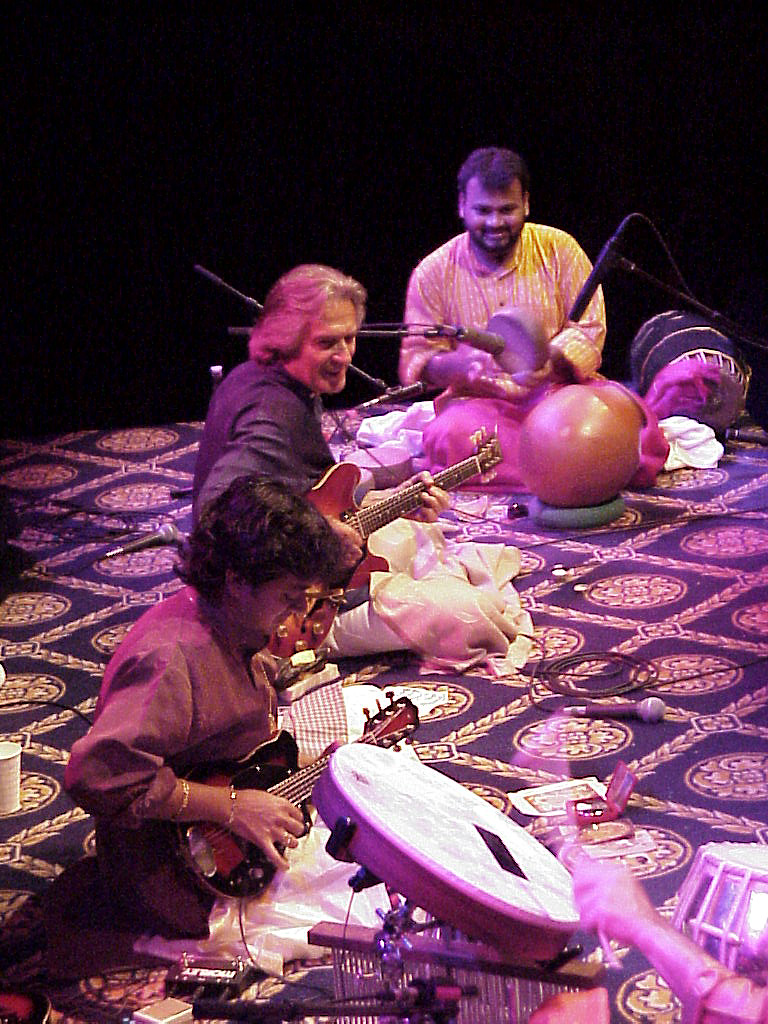
Remember Shakti, 2001

Nel 1997, McLaughllin e Zakir riformarono il gruppo con il nome di Remember Shakti e con una nuova formazione: "Vikku" fu sostituito da suo figlio V. Selvaghanesh, Shankar fu sostituito dal mandolinista U. Shrinivas, R. Ragavan abbandonò il gruppo ed entrò il cantante Shankar Mahadevan. Il gruppo ebbe anche, come membro precedente, il suonatore di flauto indiano Hariprasad Chaurasia.

## Discografia
- 1975 - Shakti
- 1976 - A Handful of Beauty
- 1977 - Natural Elements
- 1999 - Remember Shakti
- 2000 - The Believer Live
- 2001 - Sturday Night in Bombay
- 2004 - Live at 38th Montreux Festival Jazz Live

## Videografia
- 2006 - The Way of Beauty